# Chiese di Caserta

## Sacrario dei Caduti dell'Aeronautica
Il Sacrario dei Caduti dell'Aeronautica si trova esattamente all'ingresso dei Giardini della Flora a pochi passi dall'entrata del palazzo reale della Reggia di Caserta. L’edificazione della cappella si deve alla devozione nei confronti di una antica immagine della Madonna del Carmelo posta all’imboccatura della strada detta la Santella. Per l’alto numero di devoti si decise di costruire una cappella più dignitosa per ospitare l’immagine sacra. In funzione di ciò venne chiesto al re Ferdinando I di Borbone del terreno adiacente al giardino della “Flora”. Gennaro Mitascio, in rappresentanza dei devoti, ottenne il terreno e nel 1805 ebbe inizio la costruzione della cappella. L’architetto Carlo Vanvitelli, nel relazionare sulla misurazione del terreno da adibire alla costruzione della cappella scrisse che «(…) egli stesso per sua divozione, ha fatto un piccolo disegno in abbozzo affinché approvandolo possano darsi gli ordini corrispondenti (…)». Da tale documento nasce l’ipotesi della paternità di Carlo Vanvitelli, del quale, però, non esistono disegni progettuali. Alla fine del 1806, a lavori iniziati, il Mitascio richiese all’amministrazione un altare idoneo. Quattro anni dopo fu concesso, da Gioacchino Murat, il trasferimento nella cappella dell’altare di un'altra piccola cappella, detta “dei pescatori”. Inizialmente dedicata alla Madonna del Carmine (per la quale continuano negli anni le rituali onoranze), poi intitolata all’Assunta in cielo (dal dipinto posto sull’altare maggiore), la cappella conservò la dedicazione fino al 1836, anno in cui i fedeli acquistarono una statua di santa Filomena, il cui culto, molto sentito in quegli anni, determinò la dedicazione a santa Filomena. L’edificio ecclesiastico, in data 19 giugno 1939, passò con decreto vescovile alla competenza della parrocchia di San Sebastiano. La struttura versò in stato di abbandono fino al 1959 quando l’Associazione nazionale famiglie caduti e mutilati dell’Aeronautica (ANFCMA) chiese l’uso della cappella. Dopo il decreto vescovile del 17 dicembre 1959, il Municipio di Caserta, proprietario dell’edificio, consegnò la cappella all’ ANFCMA il 9 agosto 1960.
Il sacrario presenta una pianta circolare, con diametro esterno di m. 10 e di m. 8 all’interno. Esso è coperto da una bassa cupola a sesto ribassato suddivisa in quattro parti. Sono ancora conservati i tre altari originari, due più piccoli, a destra e sinistra, e il più grande al centro. Al di sopra dell’altare maggiore è presente un dipinto circondato da una cornice lignea dorata che raffigura la Madonna Assunta in cielo di Heinrich Schmidt. Sopra l’altare maggiore, e precisamente sopra il quadro, vi è un timpano e sulle falde sono collocati due angeli, a figura intera. Al di sotto del quadro della Madonna Assunta in cielo, si trova una piccola statua della Madonna di Loreto, protettrice dell’Aeronautica, in ceramica, posta su di un piedistallo. I due dipinti posti al di sopra degli altari laterali rappresentano la Madonna del Carmine a sinistra e San Raffaele con Tobiolo e il cane a destra. Di quest’ultimo quadro il pittore rimane sconosciuto, mentre del dipinto della Madonna del Carmine è autore Franz Hill.

## Cappella dell'Immacolata Concezione
La cappella dell'Immacolata Concezione si trova in via San Carlo, una della strade più antiche del centro storico di Caserta. La cappella venne eretta negli anni '40 dell’800, per volere di Irene Morrone, moglie di Onofrio Colella, esponente di spicco della borghesia casertana. La costruzione della cappella avvenne in concomitanza con l’espansione urbanistica della città, promossa dai Borbone, durante la quale la borghesia locale arricchì la città di nuove cappelle religiose. Il primo documento noto risale al 4 ottobre 1831 nel quale Irene Morrone dichiarò di voler edificare una cappella all’interno del suo palazzo di San Carlo, dedicandola alla Beata Vergine Immacolata Concezione. È del 19 giugno 1848, invece, l’autorizzazione a celebrare la messa, concessa da don Giuseppe Giaquinto, primicerio della cattedrale e vicario vescovile della curia di Caserta. Dopo anni di controversie riguardanti i diritti di proprietà sulla cappella, in data 22 gennaio 1905, con atto notarile, la cappella venne ceduta alla curia di Caserta. Palazzo Morrone, del quale la cappella è parte integrante, passò alla famiglia Alois nel 1911 e venne ristrutturato nel 1915. La Cappella è anche detta di Santa Lucia per il particolare culto in essa introdotto probabilmente grazie al fatto di trovarsi sull’unico percorso che dalla città portava al santuario di Santa Lucia sulla collina di Garzano. I devoti vi passavano e vi sostavano a pregare. Da qui forse è nato il culto di santa Lucia. Fin dalla sua costituzione la cappella è diventata un punto di riferimento per gli abitanti di via San Carlo ed è ad oggi soggetta al vincolo di conservazione dalla Soprintendenza alle Belle Arti.
 

La facciata, annessa a palazzo Alois, sito in via San Carlo, è composta da un portone con cornice orizzontale, e da un timpano triangolare al di sotto del quale è riportata la scritta che indica la dedica all’Immacolata Concezione. L’interno è composto da un'unica navata ai lati della quale si trovano due altari marmorei. La navata termina con una profonda abside coronata da cupola. La volta della navata è affrescata da Francesco Lauritano con L'Annunciazione sul lato sinistro, La Natività di Gesù Bambino sul lato destro e al centro L'Immacolata Concezione, che il pittore firma e data 1945. Sul lato destro si osservano le statue di Santa Lucia, di Gesù Cristo e di Santa Rosa da Lima custodite in teche di fattura recente. Sul piccolo altare di manifattura locale è custodita una tela raffigurante Sant’Alfonso, di autore ignoto. Sul lato sinistro sono custodite le statue di Sant’Aniello e di Gesù Cristo, sull’altare in marmo è posta la tela raffigurante San Francesco; tutte le suddette opere sono di autori ignoti. La cupola con decorazioni a lacunari culmina nel rosone centrale, mentre nei peducci sono affrescati quattro putti recanti alcuni dei simboli dell’Immacolata Concezione: la rosa mystica, la turris davidica, la domus aurea, la stella mattutina.

## Chiesa del Redentore
La costruzione di questa chiesa risale nel 1113. Ha tre navate e due archi della navata sinistra immettevano nei cappelloni del Sacramento e del Rosario (ancora oggi superstiti anche se modificati): ciò lascia ipotizzare una pianta allungata nella direzione dell'asse della strada attuale, con facciata ad ovest. Nel 1783 un incendio distrusse l'antico edificio. Si salvarono appena la statua del titolare e forse la tavola rinascimentale nella cappella alla testata della navata sinistra dell'attuale cattedrale. La cura parrocchiale fu trasferita nell'Annunziata (dal 1498 sede dei carmelitani, poi ricostruita, oggi cattedrale).

## Sant'Agostino

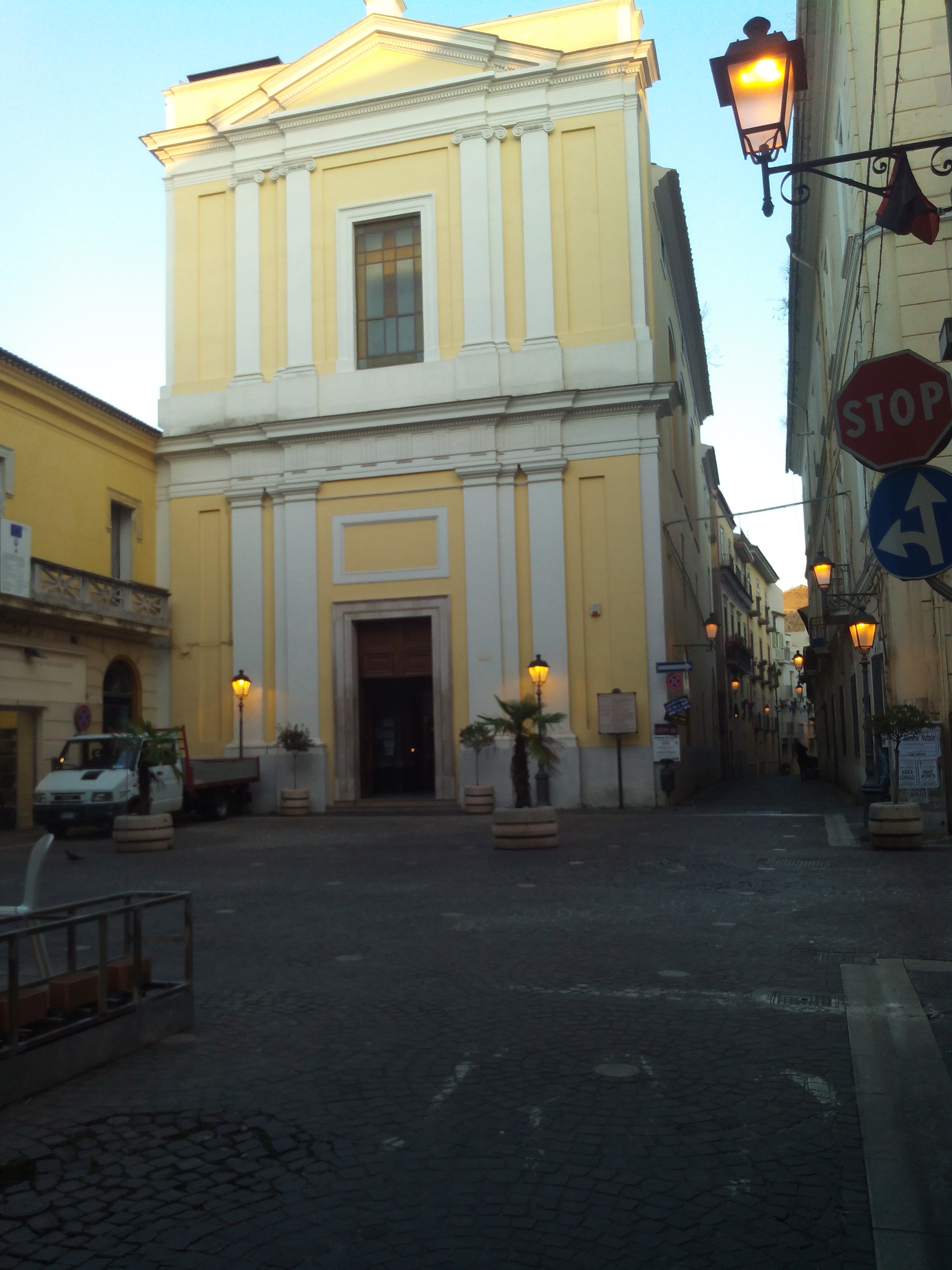
Sant'Agostino, facciata

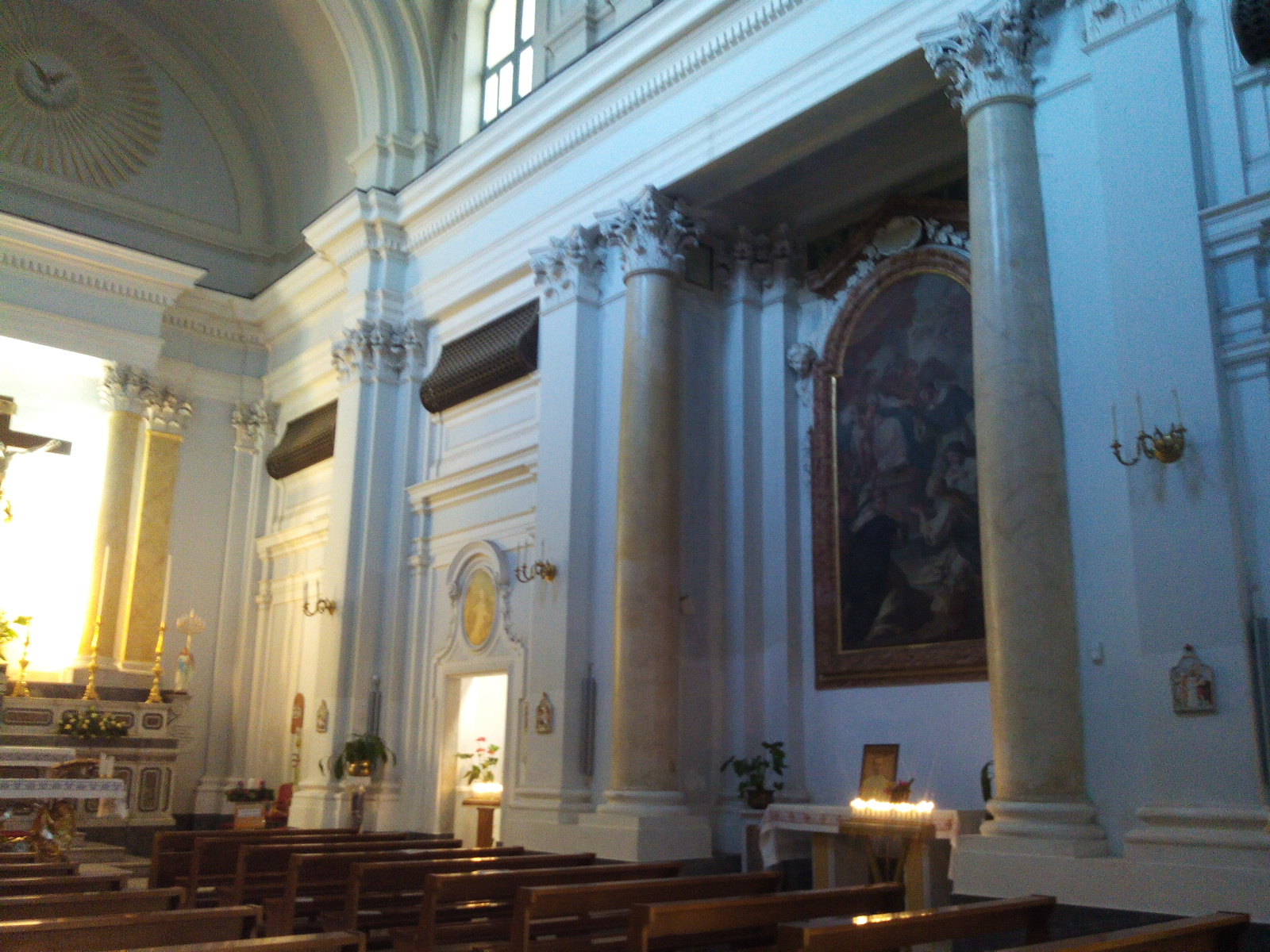
Sant'Agostino, interno

Il complesso conventuale, costruito nel 1441, ad opera dei Padri agostiniani, risale ad una donazione del principe Andrea Matteo Acquaviva nel 1623. Comprende un chiostro cinquecentesco, con annesso convento, e la chiesa di Sant'Agostino (XII secolo) che conserva pitture del Seicento, il Museo d'Arte Contemporanea e il Museo delle tradizioni, entrambi dichiarati di interesse regionale. La costruzione risale al XIII secolo e venne abitata dai carmelitani scalzi. In seguito, il convento venne ricostruito nel 1441, ad opera dei Padri agostiniani. Comprende un chiostro, con annesso convento, la chiesa di Sant'Agostino (attuale chiesa di San Sebastiano, compatrono della città) e l'annesso museo delle cere.

## Santuario di Sant'Anna
È situato nell'omonima piazza nella quale è presente anche un monumento alla Madonna, e riveste un'importanza notevole per i casertani visto che sant'Anna è la compatrona della città insieme a san Sebastiano. La chiesa, divenuta santuario proprio per la venerazione di sant'Anna, fu in parte distrutta durante la Seconda guerra mondiale. Resta la parte iniziale di stile ottocentesco e un'imponente facciata, mentre il resto della costruzione interna è in chiave moderna. La prima domenica successiva al giorno 26, giorno della santa, si effettua una processione, la cui statua si trova nel santuario stesso.

## Santuario della Divina Misericordia
È un santuario risalente al 1500 circa con la facciata rifatta sul progetto del Vanvitelli sul finire del Settecento. Si trova nella frazione di Centurano ed è noto per la devozione a santa Lucia, la cui statua si trova nel santuario stesso.

## Duomo di Casertavecchia

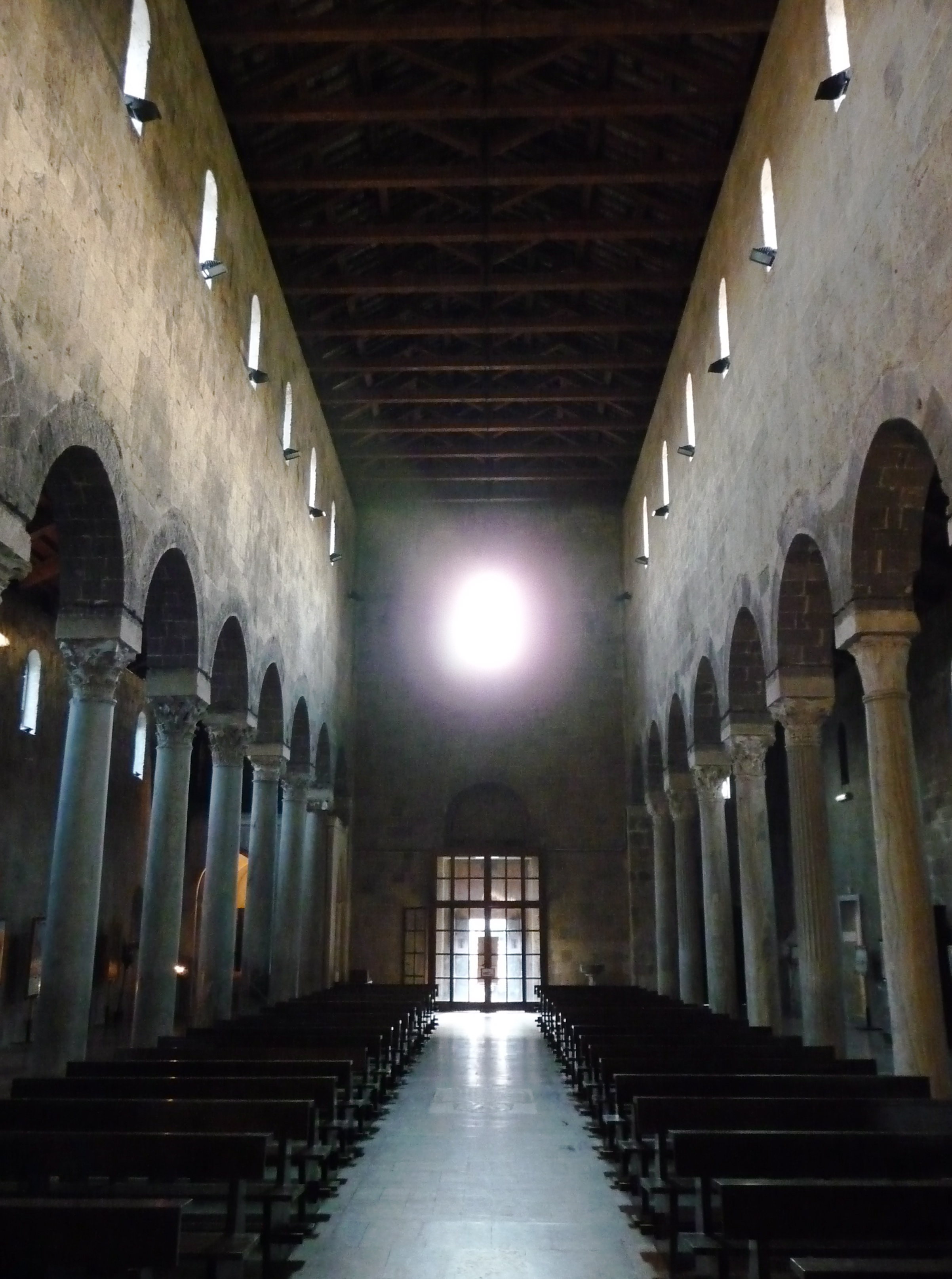
Interno della cattedrale di Casertavecchia risalente al 1100.

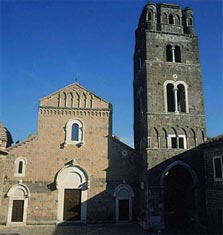
Facciata del duomo di Casertavecchia.

Il duomo di Casertavecchia è senza dubbio l'edificio religioso più bello e importante della città di Caserta. Esso si trova nel borgo medioevale di Casertavecchia, oggi frazione di Caserta, e fu fatto costruire a partire dal 1113 dal vescovo Rainulfo e terminato nel 1153. Esso rappresenta uno degli episodi più felici di architettura romanica campana giunti fino a noi e ha un altissimo valore artistico e storico per via dei diversi stili coi quali è stato edificato, ovvero lo stile siculo, quello normanno, quello arabo e infine quello romanico. La facciata a spioventi è caratterizzata da tre ampi portali che presentano sculture zoomorfe. Il prospetto meridionale è decorato con losanghe marmoree, mentre il lato opposto è caratterizzato da forme ellittiche. Tra il 1206 e il 1216 fu aggiunto il transetto a tre campate. Il tiburio è stata eretto circa un secolo dopo, nella metà del Duecento e presenta influssi siculo-musulmani che l'accomunano alla cattedrale di Salerno dello stesso periodo. L'interno della chiesa presenta una pianta a croce latina in cui le tre navate sono separate da diciotto colonne di spoglio sovrastate da archi a tutto sesto. Si accede al transetto attraverso un arco a sesto acuto, la zona absidale si articola in tre absidi. Sull'altare è presente un crocifisso ligneo del 1500. Le colonne e i capitelli ionici, corinzi e compositi, tutti diversi l'uno dall'altro provengono da antichi edifici di età romana. Nella piccola cappella trecentesca sono rimasti integri gli affreschi e in una nicchia nel muro perimetrale della chiesa la scultura policroma di Maria Santissima Regina. Tra la navata e il transetto è integro anche un affresco del '400 di influenza senese che rappresenta la Vergine col Bambino.

## Chiesa dell'Annunziata
Due chiese di fondazione certamente medievale ebbero il titolo della Vergine Annunciata: oggi sopravvive con questo titolo quella in Casertavecchia.

## Chiesa di San Rufo in Piedimonte di Caserta
Chiesa di fondazione medievale, nota dal 1113, con resti di affreschi medievali, opere d'arte manieristiche (in deposito), arredi degli anni 1772 - 1788.

## Chiesa di San Lorenzo Martire in Casolla
Chiesa di fondazione medievale, nota dal 1113, ricostruita nel 1620, nel 1720, nel 1859-61, ricca di opere d'arte.

## Chiesa di San Pietro apostolo in Aldifreda
Chiesa di fondazione medievale, nota dal 1113, ricostruita tra il 1703 e il 1722, rimodernata e modificata nel 1807, nel 1858-59 e ancora nel 1872-73 e tra il 1919 e il 1932. Il restauro del 2005-2019 ha messo in luce frammenti di affreschi medievali e rinascimentali e un paramento murario in tufi squadrati a vista di età normanna.

## Convento dei Cappuccini e Chiesa di San Francesco
Risale al 1600 circa l'edificazione di un convento dei frati cappuccini in località Puccianiello, oggi altra frazione di Caserta. La costruzione si deve ad un principe Acquaviva e consisteva di 36 celle, una famosa biblioteca e un orto-giardino. Oggi resta la struttura in gran parte conservata anche se si è in attesa di un recupero dell'intero stabile per farne un centro culturale. Annessa la chiesetta dedicata a san Francesco d'Assisi.

## Cattedrale di San Michele Arcangelo

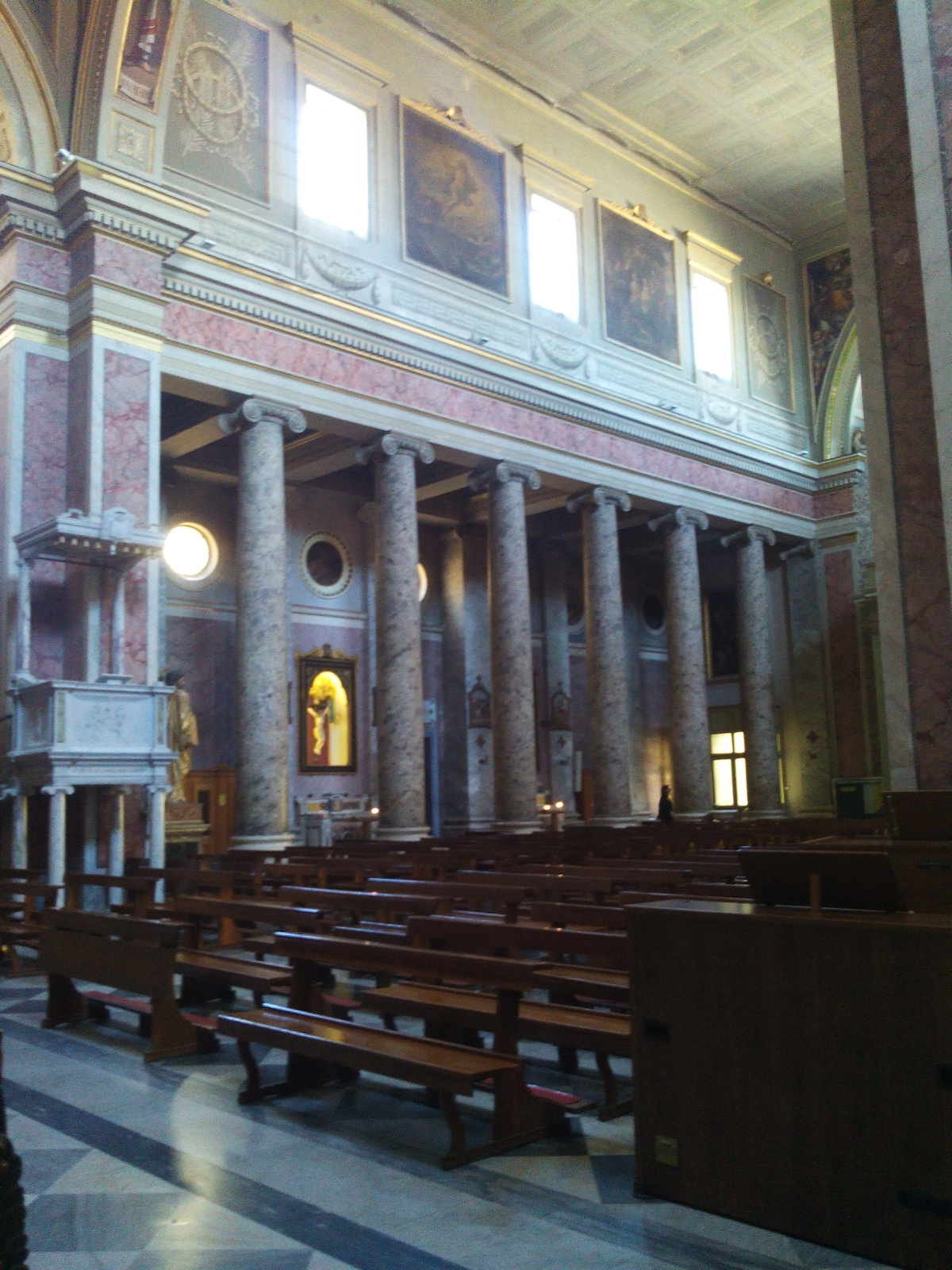
Duomo, interno

L'attuale edificio della cattedrale di San Michele Arcangelo si trova su di una precedente chiesa dedicata all'Annunziata (1300), facente parte del convento del Carmine, nell'attuale irregolare piazza del Duomo. La ristrutturazione si era resa necessaria in quanto la costruzione era stata invasa dall'ampliamento delle cappelle della vicina chiesa dell'Annunziata (XIV secolo) avvenuto nel corso del Settecento. La maggiore ristrutturazione risale al 1820 circa. Lo stile degli interni è puro barocco. La chiesa a tre navate è impreziosita dalla presenza di diverse tele del Seicento.

## Chiesa di San Francesco di Paola e tomba di Vanvitelli
San Francesco di Paola si trova nelle vicinanze della reggia di Caserta (precisamente in via San Francesco, nei pressi di Casagiove) ed è ritenuta a ragione il luogo di sepoltura dell'architetto Luigi Vanvitelli, progettista della famosa Reggia. La chiesa e il convento furono fondati nel 1606 da parte dei padri dell'ordine dei Minimi, grazie alla generosità del principe Andrea Matteo Acquaviva che concesse terreni e rendite. L'importanza del convento accrebbe in occasione della visita di papa Benedetto XIII nell'anno 1729; il pontefice soggiornò in quel luogo per due giorni. L'altro episodio che conferì notorietà al luogo in questione fu la sepoltura dell'insigne architetto nel 1773, ma solo nel 1879, grazie all'iniziativa del presidente del Collegio degli Ingegneri, fu apposta una lapide che ricordasse l'evento. Dal 1813 al 1816 i locali del convento furono utilizzati come sede di gendarmeria, nel 1821 Ferdinando I decise di utilizzarlo come ospedale per gli abitanti della vicina colonia di San Leucio, nel 1830 però il re cedette completamente l'ospedale ai gendarmi. Nel 1835 quel luogo divenne sede dei lancieri e di una fabbrica di scialli di lana, e questa destinazione fu mantenuta sino al 1840. In quell'anno ci fu un nuovo ed ultimo riutilizzo, come ospedale militare per conto del Ramo di Guerra.

## Santuario del "Cuore Immacolato di Maria"
Centro e cuore dell'Opera salesiana di Caserta è la chiesa intitolata al Cuore Immacolato di Maria, sita in via Don Bosco. La sua costruzione, come quella di tutta l'Opera, fu finanziata dalla signorina francese Marie Lassere. Questa voleva onorare la principessa Maria Immacolata di Borbone, figlia di Ferdinando II, re delle Due Sicilie, alla quale era legata da affetto materno. Quest'opera la volle in favore dei giovani di Caserta, dove la principessa era nata.
La chiesa fu inaugurata il 15 dicembre 1898 dal vescovo di Caserta mons. Gennaro Cosenza, alla presenza del beato Michele Rua, successore di san Giovanni Bosco. La Chiesa ha dignità di santuario, in quanto aggregata alla basilica vaticana con decreto del 18 luglio 1922. Sull'altare maggiore è collocato l'imponente dipinto che don Bosco commissionò al pittore Bonetti nel 1869 per il santuario di Maria Ausiliatrice di Torino e poi donato a Caserta dal suo fedele don Rua.

## Maria Santissima delle Grazie
Chiesa fatta costruire nel quartiere Vaccheria adiacente a San Leucio dal re Ferdinando IV che attinse ai suoi fondi personali. I lavori iniziati nel 1803 dall'architetto Francesco Collecini, furono terminati due anni dopo, nel 1805 dall'architetto Giovanni Patturelli a causa della morte del Collecini. La facciata è in stile gotico in tufo piperno con due campanili ai lati. L'interno è in stile neoclassico, a croce latina e con tre altari di pregiatissimo marmo.

## Cappella di San Giovanni

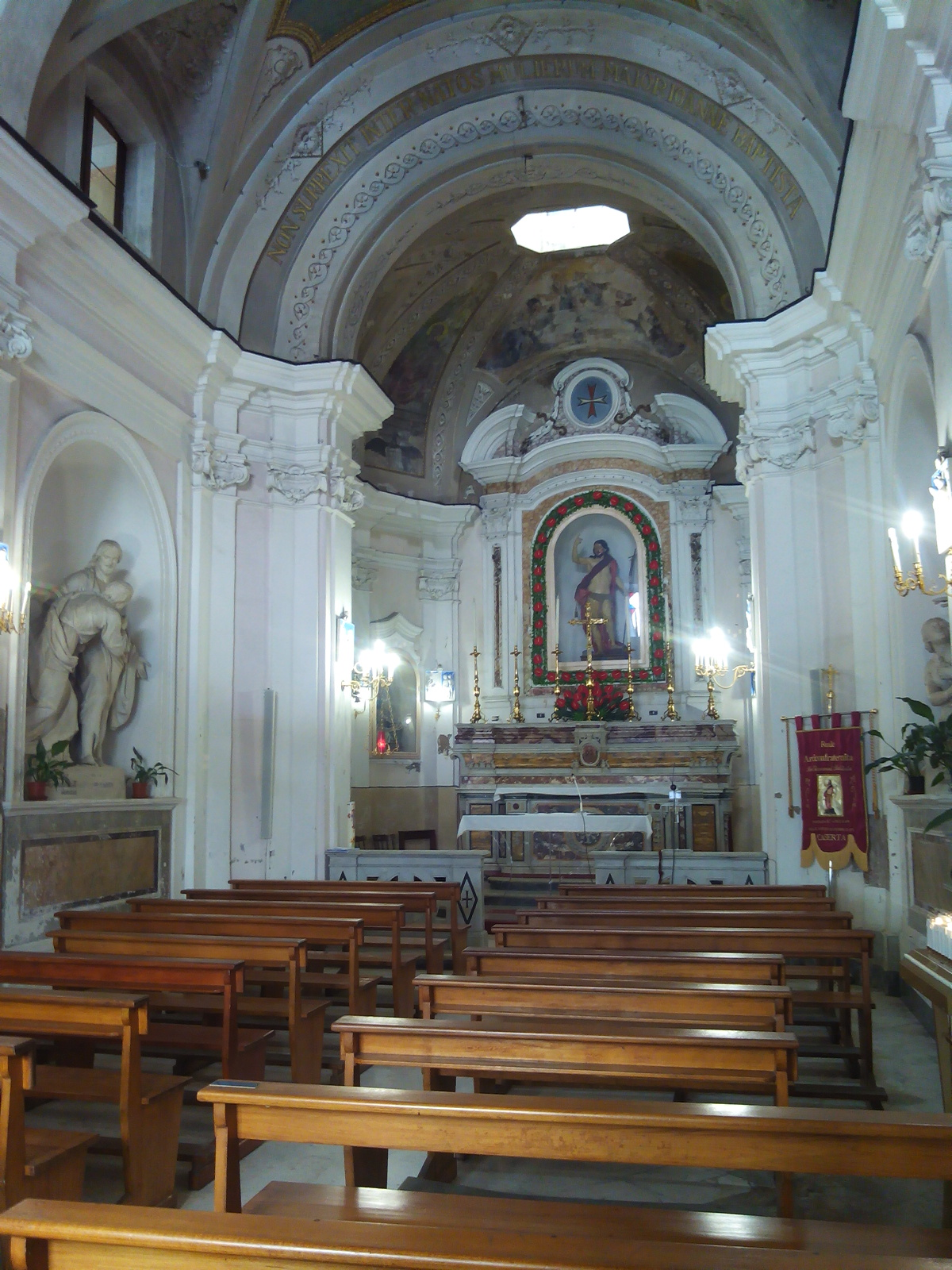
San Giovanni, interno

Tra le più antiche della città, poiché venne fondata e costruita nel 1310. È di notevole interesse per il pregevolissimo altare di marmo del 1770, tra i più belli della scuola vanvitelliana e costituito da marmi di Carrara e di origine africana. La cappella si trova alla destra della cattedrale di Caserta, sempre in piazza Duomo.
La cappella, già nel 1498, era sede della confraternita di San Giovanni Battista. La confraternita venne aggregata, con bolla pontificia, al gonfalone di Roma nel 1622. Ulteriori notizie sulla cappella risalgono al 1752 quando, con regio decreto di Carlo di Borbone, venne concessa la sanatoria sulla fondazione e venne approvato lo statuto. La cappella venne ricostruita nel 1760 a causa dell'ampliamento della vicina chiesa dell'Annunziata (attuale cattedrale di San Michele Arcangelo), che ne aveva ridotto lo spazio, non più funzionale alle esigenze del culto. Data la situazione, i confratelli decisero di ricostruirla radicalmente per renderla nuovamente operativa. Il progetto e la direzione dei lavori furono affidati all’architetto Leonardo Pinto, capomastro nelle Reali Fabbriche della Reggia di Caserta. Nel 1762 vennero realizzati, da Vincenzo Farinaro, i lavori di stucco e l’altare maggiore. L’altare maggiore fu sostituito nel 1770 da un altare marmoreo, costruito su disegno dell’architetto Francesco Collecini, allievo e collaboratore dell’architetto Luigi Vanvitelli. Il 6 ottobre 1770 venne stipulato l’atto di convenzione con il marmoraio Filippo Pecorella, che si impegnò, dietro il pagamento di 200 ducati, a realizzare l’altare che ancora oggi si trova nella cappella. La confraternita di San Giovanni Battista, con decreto del 1852, venne elevata ad arciconfraternita. L’evento venne celebrato con una lapide commemorativa che, ancora oggi, si trova sulla facciata della cappella.
La cappella dell’arciconfraternita di San Giovanni Battista confina ad ovest con la cattedrale di San Michele Arcangelo, a nord con la piazza Vescovado e ad est con via San Giovanni. La cappella presenta un piccolo campanile sul lato sinistro con una serie di stucchi in fasce che si alternano al rosa della facciata. La facciata è coronata da un timpano sopra il quale vi è una croce in ferro. Al disotto del timpano si trova una trabeazione sul quale è riportata la dedicazione dell’arciconfraternita. Proseguendo verso il basso si trova una finestra quadrata sotto la quale è presente una lapide in marmo. Si accede alla cappella attraverso un portale in legno decorato ai lati con lesene scanalate a capitelli ionici. L'interno della cappella è costituito da una navata unica affiancata da un vano laterale (sacrestia), con ipogeo sottostante precedentemente destinato a chiesa funeraria. La navata è coperta da una volta a botte, sopra il vano d'accesso si trova una cantoria mentre l’abside è coronata da una cupola. Sulle pareti laterali si trovano due nicchie con due gruppi scultorei, dono di Ferdinando II di Borbone, che rappresentano L'incredulità di San Tommaso e L'apparizione di Gesù alla Maddalena. Inoltre ci sono due altari in marmo, uno dedicato a santa Rita da Cascia e l’altro a Gesù Crocifisso. Le volte della navata sono decorate con pitture che hanno come oggetto il Battesimo di Gesù Cristo, la Decollazione di S. Giovanni Battista. La cupola absidale presenta pitture che hanno come oggetto i quattro evangelisti ed un Gesù. All’interno della cappella si trova un altare marmoreo la cui realizzazione risale agli anni 1770-1771 su disegno e direzione dell’architetto Francesco Collecini. L’altare presenta una composizione lineare, geometricamente definita, con elementi decorativi misurati. L’altare è stato realizzato con marmi preziosi come il bianco di Carrara (per gli scorniciati e gli intagli), marmo africano (per lo zoccolo), bardiglio (per i sottogradi), breccia di Dragoni (per lo sfondo del paliotto), giallo antico (per i pilastri) e verde antico (per lo sfondo della croce). Questa varietà di marmi produce forti contrasti cromatici che richiamano gli altari dell’architettura barocca. L’altare occupa interamente il ridotto spazio in cui è inserito, per cui ne risultano accentuati i più minuti particolari, come i piccoli elementi, festoni e volute, in marmo bianco.

## Chiesa di Montevergine
Piccolo gioiello nel cuore di Caserta datato anno 1636, come si legge all'ingresso. La chiesa ha anche un valore storico in quanto nelle sue adiacenze, il 1º ottobre 1860, vi fu uno scontro tra le forze borboniche ed i garibaldini.

## Chiesa di Sant'Elena
A poche centinaia di metri dalla Reggia, nel pieno del quartiere storico della Santella, c'è la chiesa di Sant'Elena, risalente al tardo Seicento. Pregevoli gli interni nei quali ancora si intravedono affreschi dell'epoca. Era la preferita del Vanvitelli, tanto che l'insigne architetto, che abitava in un palazzo con una parete comunicante con la chiesa, si fece costruire un piccolo balconcino che affacciasse all'interno di Sant'Elena, in modo da seguire la messa dal suo stesso appartamento.

## Chiesa di Sant'Antonio

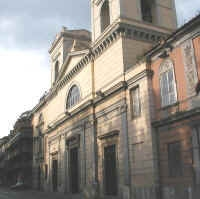
La chiesa di Sant'Antonio

Il complesso fu ampliato e trasformato nel corso dei secoli prima dai conventuali (XVII secolo) e poi dai carmelitani (XVIII secolo) fino a che, soppresso nel decennio francese, fu incamerato nei beni della Reale Amministrazione del Sito di Caserta ed affidato ai padri liguorini con decreto regio del 30 luglio 1823.

## Altre chiese
- Chiesa di San Bartolomeo, situata nella popolosa frazione di Centurano, è una costruzione risalente al XII secolo.
- Chiesa di San Giuseppe, si trova nella frazione di Centurano. È stata eretta tra il 1780 e il 1796 per richiesta esplicita degli abitanti del luogo a re Ferdinando IV di Napoli.
- Chiesa di Maria SS. del Carmine e San Giovanni Bosco, si trova all'interno del Parco degli Aranci, nella zona Nord-Est di Caserta. È stata fondata ed eretta nel 2004 sotto la guida di don Giorgio Quici, suo primo parroco. La chiesa, che ha una linea moderna, con una pianta a due emicicli contrapposti, di cui uno sovrastato da un tetto a capriate in legno disposte a raggiera, vanta otto splendide tavole lignee finemente decorate e firmate KK, la sigla di Francisco Kiko Arguello, fondatore del Cammino neocatecumenale, che sintetizzano i momenti salienti della vita di Gesù.
- Chiesa di San Vincenzo Martire, sita nella frazione di Briano presenta una facciata settecentesca a tre portali con un imponente campanile. La chiesa a tre navate è interamente ricoperta di affreschi e contiene quattro altari pregiati; uno dedicato a sant'Anna (copatrona insieme a san Vincenzo), uno al Sacro Cuore di Gesù, uno sovrastato da un grande quadro raffigurante la Madonna del Rosario (risalente ai primi del '700) e l'altare maggiore con l'effigie di san Vincenzo patrono della borgata. Di notevole pregio artistico è la cupola dedicata a sant'Anna interamente ricoperta di stucchi.
- Chiesa di Sant'Angelo ad Pinos o Sant'Angiulillo, nota dal 1113, rimasta in uso almeno fino al 1866, sorge sul colle alle spalle del convento dei Cappuccini, tra la frazioni di Mezzano e Puccianiello. Oggi è allo stato di rudere.